# 維澤梅計畫區

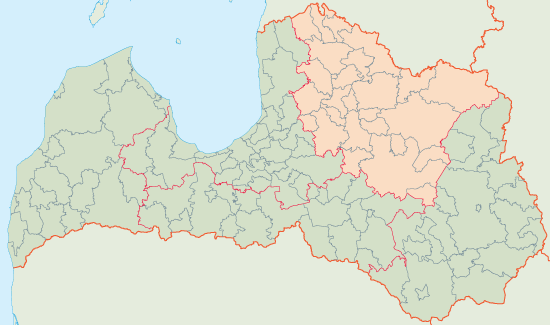
維澤梅計畫區於拉脫維亞的位置

維澤梅計畫區(拉脫維亞語: Vidzemes plānošanas reģions)，是拉脫維亞的五個計畫區之一，位於該國東北部。面積15,246 km²，人口數211,309，人口密度約13.9人/km²。最大城市為瓦爾米耶拉。

## 外部連結
- 維澤梅計畫區 （页面存档备份，存于）